# Ivar (Wrestler)
Ivar (eigentlich Todd James Smith; * 3. März 1984 in Lynn, Massachusetts) ist ein US-amerikanischer Profi-Wrestler, der seit 2018 bei World Wrestling Entertainment (WWE) unter dem Ringnamen „Ivar“ auftritt. Als Mitglied des Tag Teams War Raiders bildet er gemeinsam mit seinem Partner Erik eine der markantesten Paarungen im zeitgenössischen Wrestling-Geschäft. 
Der von Killer Kowalski trainierte Athlet zeichnet sich trotz seiner beeindruckenden Statur von 188 cm und etwa 135 kg durch überraschende Beweglichkeit und Sprungkraft aus, was ihm im Ring vielseitige taktische Möglichkeiten eröffnet. Im Laufe seiner über zwanzigjährigen Karriere konnte Smith zahlreiche Erfolge erringen, darunter Titel in den bedeutenden Promotions WWE, Ring of Honor (ROH) und New Japan Pro-Wrestling (NJPW). Neben seiner aktiven Rolle als Wrestler arbeitet Smith seit 2006 auch als Trainer und hat zur Ausbildung mehrerer später erfolgreicher WWE-Superstars beigetragen.

## Wrestling-Karriere

### Ausbildungszeit und Anfänge (2001–2013)
Todd James Smith, heute in der World Wrestling Entertainment (WWE) als „Ivar“ bekannt, begann seine Wrestling-Karriere mit einer fundierten Ausbildung bei einem der angesehensten Trainer seiner Zeit, Killer Kowalski. Seine Wrestling-Ausbildung erhielt er am Chaotic Training Center (später umbenannt in New England Pro Wrestling Academy) in North Andover, Massachusetts, wo er auch unter der Anleitung von Mike Hollow trainierte.
Nach seinem Debüt im Jahr 2001 konzentrierte sich Smiths frühe Karriere hauptsächlich auf Wrestling-Promotions der Independent-Szene in der Region New England, wobei er vorrangig für New England Championship Wrestling (NECW) und Chaotic Wrestling (CW) auftrat. Innerhalb dieser Promotions bildete Smith mehrere bemerkenswerte Tag Teams, darunter The Trendsetters mit Max Bauer und zusammen mit Psycho das Team Pretty Psycho. Während dieser Entwicklungsphase erhielt Smith auch erste Gelegenheiten, sich bei der WWE zu präsentieren: Am 16. Dezember 2005 trat er in der Sendung WWE Velocity gegen Doug Basham an und am 15. September 2006 in WWE SmackDown gegen Sylvester Terkay, wobei er beide Matches verlor.
Ein bedeutender Erfolg seiner frühen Karriere war der Gewinn der NECW Television Championship am 16. Februar 2008. Nach einer verletzungsbedingten Pause musste er den Titel zeitweise abgeben, konnte ihn jedoch am 1. Juni desselben Jahres durch einen Sieg über Chase Del Monte zurückgewinnen. Ende 2008 entwickelte Smith seinen Charakter „Handsome Johnny“ weiter und führte die Figur „The Duke of Elegance“ Don Chesterfield ein, mit der er auch bei der Eastern Wrestling Alliance und Front Row Wrestling auftrat. Im Jahr 2010 änderte er seinen Ringnamen in „Handsome“ Johnny Hayes während seiner Zeit bei NECW.
Einen entscheidenden Wendepunkt erfuhr seine Karriere im Dezember 2011, als er sich einer Schulteroperation unterziehen musste, die beinahe sein Karriereende bedeutet hätte. Nach seiner Genesung orientierte sich Smith neu, ließ seinen Bart wachsen und richtete seinen Fokus auf die Promotion Ring of Honor (ROH), wo er schließlich im Juli 2013 sein Debüt gab. Parallel zu seiner aktiven Karriere übernahm Smith zusammen mit Brian Milonas auch die Position des Hauptausbilders im Trainingszentrum von Chaotic Wrestling, wo er unter anderem an der Ausbildung späterer WWE-Superstars wie Mercedes Moné (ehemals bekannt als Sasha Banks) beteiligt war.

### Karriere bei Ring of Honor und in Japan (2013–2018)

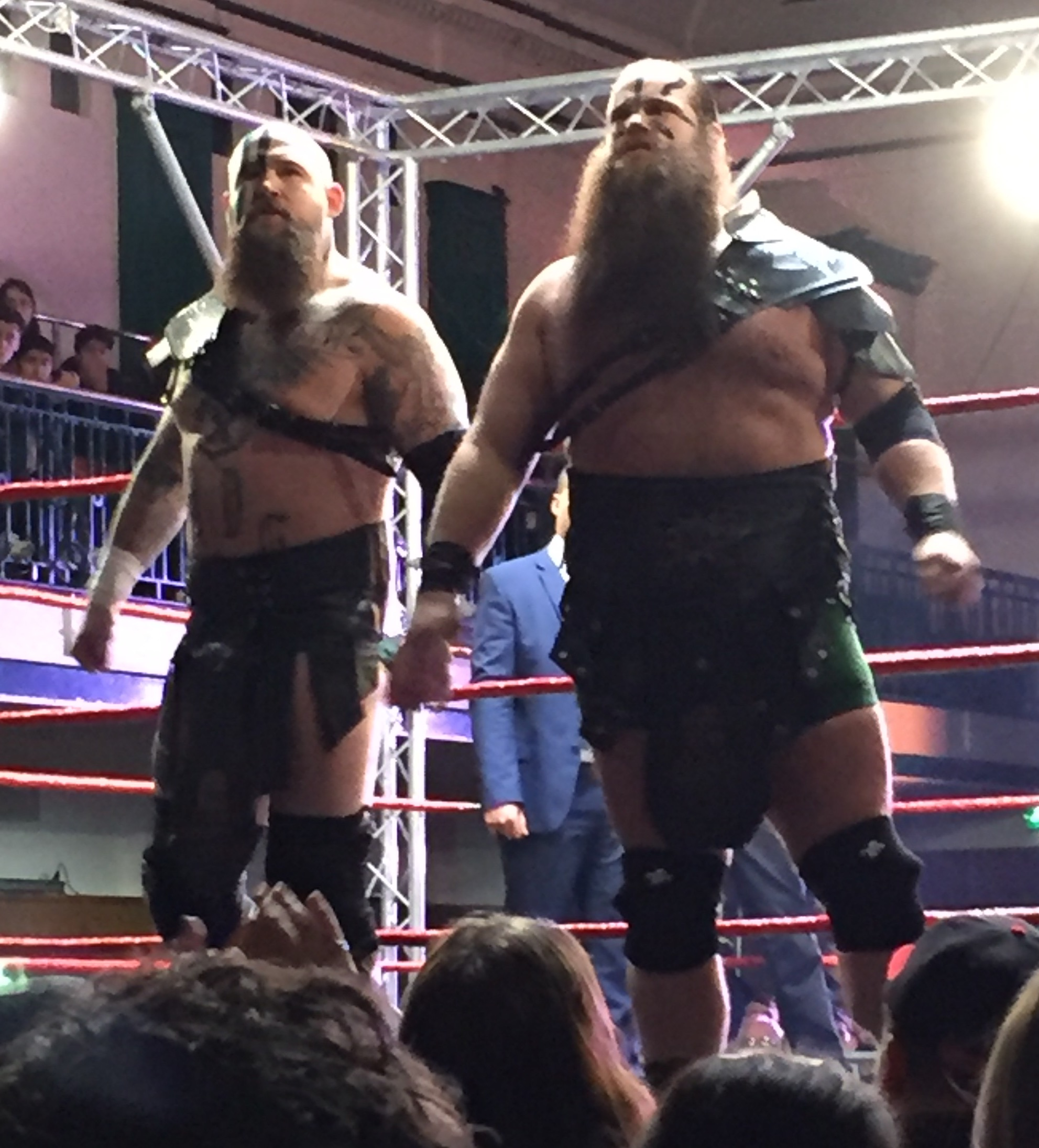
Erik (li.) und Ivar als Tag Team War Machine (2017)

Todd James Smith begann seine Karriere bei Ring of Honor (ROH) am 27. Juli 2013 mit einem verlorenen Match gegen Brian Fury, Kongo und Vinny Marseglia. Einige Monate nach seinem Debüt wurde er als achter Teilnehmer für das ROH Top Prospect Tournament 2014 angekündigt. Im Turnierverlauf konnte er sich gegen Cheeseburger und Andrew Everett in den Vorrunden durchsetzen, bevor er schließlich das Finale gegen Raymond Rowe gewann. Dieser Turniersieg brachte ihm eine Titelchance auf die ROH World Television Championship gegen Tommaso Ciampa ein, die er jedoch nicht nutzen konnte.
Im April 2014 formte Smith mit seinem vorherigen Finalgegner Raymond Rowe das Tag Team War Machine. Die Zusammenarbeit erwies sich als erfolgreich, was sich am 22. August 2015 zeigte, als sie das renommierte Team Killer Elite Squad, bestehend aus Davey Boy Smith Jr. und Lance Archer, bezwangen. Ein Karrierehöhepunkt folgte am 18. Dezember, als War Machine The Kingdom, bestehend aus Matt Taven und Michael Bennett besiegten und die ROH World Tag Team Championship gewannen. Die Regentschaft hielt bis zum 9. Mai 2016, als sie die Titel an The Addiction (Christopher Daniels & Frankie Kazarian) verloren.
Während seiner Zeit bei ROH traten Smith und Rowe auch in Japan auf, zunächst ab dem 14. September 2015 für Pro Wrestling NOAH und später ab November 2016 für New Japan Pro-Wrestling (NJPW), wo sie zweimal die IWGP Tag Team Championship erringen konnten. Ihre erste IWGP-Titelregentschaft begann am 9. April 2017 mit einem Sieg gegen Tencozy (Hiroyoshi Tenzan & Satoshi Kojima). Nach einem kurzzeitigen Titelverlust an die Guerillas of Destiny (Tama Tonga & Tonga Loa) am 11. Juni 2017 gewannen sie die Championship am 1. Juli zurück, bevor sie sie am 24. September 2017 endgültig an die Killer Elite Squad abgeben mussten. Smith und Rowe verließen ROH offiziell am 16. Dezember 2017.

### Karriere bei World Wrestling Entertainment (2018 bis heute)

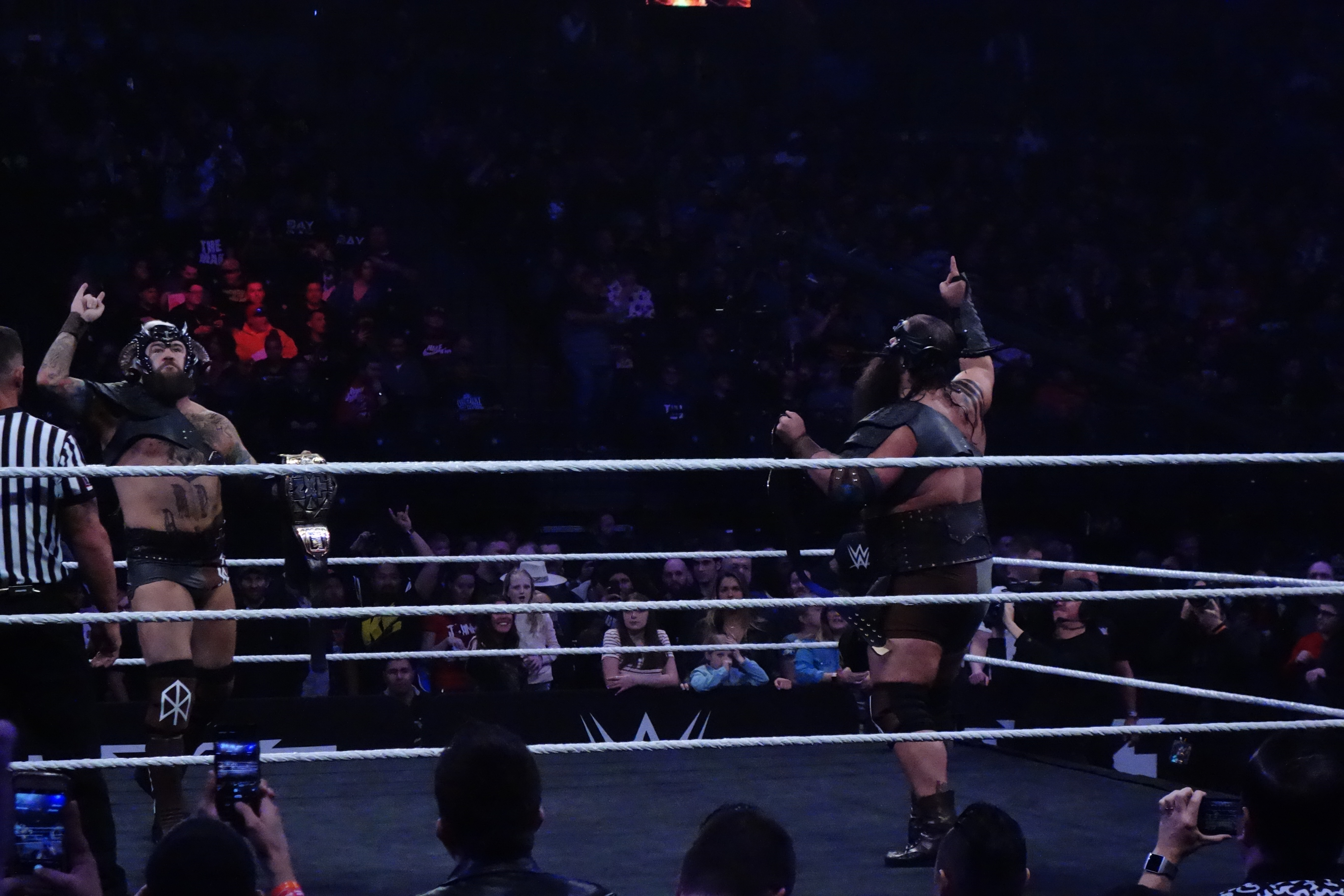
Die War Raiders als NXT Tag Team Champions (2019)

Todd James Smith startete seine Karriere bei World Wrestling Entertainment (WWE) offiziell im Januar 2018, als sein Vertrag mit der Promotion bekannt gegeben wurde. Am 11. April 2018 debütierte er gemeinsam mit seinem Tag-Team-Partner Raymond Rowe unter dem Namen „War Raiders“ bei einer Fernsehshow des Brands WWE NXT und attackierte die Teams Heavy Machinery (Otis & Tucker) sowie Riddick Moss und Tino Sabbatelli. Der erste große Erfolg ließ nicht lange auf sich warten, als das Duo am 26. Januar 2019 bei NXT TakeOver: Phoenix die NXT Tag Team Championship gegen The Undisputed Era (Kyle O’Reilly & Roderick Strong) erringen konnte.
Am 15. April 2019 erfolgte ihr Main-Roster-Debüt bei WWE Monday Night Raw, wobei sie zunächst als „The Viking Experience“ vorgestellt wurden und ihre individuellen Namen zu „Ivar“ und „Erik“ geändert wurden. Kurze Zeit später erfolgte eine weitere Umbenennung in „The Viking Raiders“. Am 14. Oktober 2019 gewannen sie die Raw Tag Team Championship durch einen Sieg über Dolph Ziggler und Robert Roode, verloren die Titel jedoch nach einer 98-tägigen Regentschaft am 20. Januar 2020 an Seth Rollins und Murphy.
Nach WrestleMania 36 zeigten Ivar und Erik eine humorvollere Seite in einer Kampfserie gegen The Street Profits. Im Verlauf dieser Fehde erlitt Ivar eine schwere Verletzung, die eine Operation erforderlich machte, kehrte jedoch am 12. April 2021 in den Ring zurück. Beim WWE Draft am 4. Oktober 2021 wurde er zum Brand WWE Friday Night SmackDown transferiert.
Nach weiteren Nackenverletzungen beider Tag-Team-Partner und einer längeren Auszeit kehrten sie am 14. Oktober 2024 zu WWE Monday Night Raw zurück, diesmal wieder unter ihrem ursprünglichen Namen „The War Raiders“. Am 16. Dezember 2024 krönten sie ihr Comeback mit dem Gewinn der World Tag Team Championship durch einen Sieg über Finn Bálor und JD McDonagh. Bei WrestleMania 41 am 19. April 2025 verloren sie die Titel an The New Day (Kofi Kingston & Xavier Woods). Trotz bleibender Nervenschäden nach seiner Nackenverletzung blieb Ivar auch in Singles-Matches aktiv und nahm am 7. März 2025 am WWE Speed Title Tournament teil, wo er das Finale gewann, im anschließenden Titelkampf gegen Dragon Lee jedoch unterlag.

## Wrestling-Stil und Persönlichkeit
Ivar wird in der Online-Datenbank www.Cagematch.net als „Allrounder“ und „Brawler“ beschrieben und ist für seine außergewöhnliche Athletik trotz seiner Körpergröße von 187 cm und seines Gewichts von 133 kg bekannt. Laut seinem WWE-Profil ist er täuschend beweglich für einen Mann seiner Größe und beherrscht auch Sprünge von den obersten Ringseilen. Diese Kombination aus Kraft und Agilität erlaubt ihm ein vielseitiges Repertoire an Manövern im Ring.
Im Interview mit Fightful erwähnte Ivar, dass er bereits seit 2001 als Singles-Wrestler aktiv war, bevor er mit seinem Partner Erik ein Tag Team bildete. Chris Van Vliet gegenüber betonte er seine Begeisterung darüber, als Singles-Wrestler die Fans überraschen zu können und seine Fähigkeiten zu demonstrieren. Neben seiner Tätigkeit als aktiver Wrestler arbeitet Ivar seit 2006 auch als Trainer.
Im Rahmen seines Wikinger-Gimmicks trägt er zeitweise Hörner als Teil seiner Aufmachung, wie aus Interviews mit Chris Van Vliet hervorgeht. Während einer Phase von Eriks verletzungsbedingter Abwesenheit entwickelte Ivar seine Singles-Karriere weiter und erklärte gegenüber Fightful: „I love going to the ring every week and hopefully surprising people, turning some heads“. Sein langjähriger Tag-Team-Partner Erik unterzog sich im September 2023 einer Halswirbelsäulen-Operation, woraufhin Ivar betonte: „Ich fühle in meinem Herzen, dass wir ein Team sind, wir machen das zusammen. Ohneeinander wären wir nicht da, wo wir heute sind“, was seine Loyalität zu seinem langjährigen Teampartner unterstreicht.

## Privatleben
Todd James Smith wurde am 3. März 1984 in Lynn, Massachusetts, geboren. Über seine Kindheit und frühen Lebensjahre ist öffentlich wenig bekannt, da der Wrestler größtenteils zurückhaltend mit privaten Informationen umgeht. Smith hält Details zu seiner Familie weitgehend unter Verschluss, obwohl er auf Social-Media-Plattformen wie Instagram ein Foto seines Vaters zum Vatertag veröffentlicht hat. Über seine Mutter und mögliche Geschwister finden sich in öffentlichen Quellen keine zuverlässigen Informationen.
Am 12. Dezember 2021 heiratete Smith seine langjährige Partnerin Cherie Morris, die seitdem den Namen Cherie Smith trägt. Das Paar führte bereits vor der Hochzeit eine längere Beziehung. Wie bei vielen anderen Aspekten seines Privatlebens hält sich Smith auch bezüglich seiner Ehe weitgehend bedeckt und teilt nur selektiv Einblicke über soziale Medien mit der Öffentlichkeit.
Im Mai 2024 befand sich Ivar in einer gesundheitlich schwierigen Phase, als er mitteilte, dass er „auf unbestimmte Zeit“ aufgrund einer ernsten Verletzung ausfalle, deren genaue Natur zunächst nicht spezifiziert wurde. Diese Verletzung kam zu einem Zeitpunkt, als auch sein Tag-Team-Partner Erik bereits mit Gesundheitsproblemen zu kämpfen hatte. Smith äußerte sich dazu in sozialen Medien und bestätigte den Ernst seiner Situation, betonte jedoch gleichzeitig seine anhaltende Verbundenheit zum gemeinsamen Team.

## Titel und Auszeichnungen
- World Wrestling Entertainment
  - NXT Tag Team Championship (1×) mit Erik
  - Raw Tag Team Championship (1×) mit Erik

- New Japan Pro-Wrestling
  - IWGP Tag Team Championship (2×) mit Rowe

- Ring of Honor
  - ROH World Tag Team Championship (1×) mit Rowe
  - ROH Top Prospect Tournament (2014)

- Brew City Wrestling
  - BCW Tag Team Championship (1×) mit Rowe

- VIP Wrestling
  - VIP Tag Team Championship (1×) mit Rowe

- What Culture Pro Wrestling
  - WCPW Tag Team Championship (1×) mit Rowe

- Chaotic Wrestling
  - Chaotic Wrestling Heavyweight Championship (3×)
  - Chaotic Wrestling Tag Team Championship (2×) mit Psycho

- Millennium Wrestling Federation
  - MWF Heavyweight Championship (1×)
  - MWF Tag Team Championship (1×) mit Beau Douglas

- NWA New England
  - NWA New England Television Championship (1×)
  - NWA New England Tag Team Championship (1×) mit Beau Douglas

- New England Championship Wrestling
  - NECW Television Championship (2×)
  - IRON 8 Championship (2010)

- New England Wrestling Alliance
  - NEWA Heavyweight Championship (1×)

- Northeast Wrestling
  - Northeast Wrestling Heavyweight Championship (1×)

- Ultimate Championship Wrestling
  - UCW Tag Team Championship (1×) mit Beau Douglas

- Xtreme Wrestling Alliance
  - XWA Heavyweight Champion  (1×)

- Other titles
  - OW Tag Team Championship (1×) mit Psycho

- Pro Wrestling Illustrated
  - Nummer 108 der Top 500 Wrestler in der PWI 500 in 2016